# Drosera darwinensis
Drosera darwinensis ist eine fleischfressende Pflanzenart aus der Familie der Sonnentaugewächse (Droseraceae). Sie kommt ausschließlich in Nordaustralien im Northern Territory vor.

## Beschreibung
Bei Drosera darwinensis handelt es sich um eine ausdauernde krautige Pflanze, die einzelne bodenständige Rosetten bildet. Die Blätter liegen flach am Boden, die Blattstiele sind umgekehrt lanzettlich, 8 bis 10 Millimeter lang, am Ansatz 0,7 bis 1, später 1,5 bis 3 Millimeter breit, am Ansatz der Spreite verjüngt bis auf 1 bis 1,5, auf der Oberseite und der Unterseite weiß behaart. Die runden Blattspreiten sind 3 bis 3,5 Millimeter lang und ebenso breit, auf der Oberseite mit kleinen sitzenden Drüsen und am Rand mit Fangtentakeln besetzt und auf der Unterseite weiß behaart.
Blütezeit ist Dezember bis April. Die ein oder zwei dicht wollig behaarten Blütenstandsachsen sind 5 bis 15 Zentimeter lang und tragen in einer Traube zwölf bis 24 Blüten, die Blütenstiele sind 0,7 bis 1,5 Millimeter lang. Die Kelchblätter sind eiförmig, dicht mit weißen Haaren besetzt, 2,5 bis 3 Millimeter lang und 1,3 bis 1,8 Millimeter breit. Die Kronblätter sind pink oder weiß, umgekehrt-eiförmig und rund 5 Millimeter lang sowie rund 3 Millimeter breit. 
Die Staubblätter sind 2,5 Millimeter lang. Der Fruchtknoten ist umgekehrt-eiförmig und rund 1 Millimeter lang. Die drei Griffel sind inklusive der Narben 1,5 Millimeter lang.

## Verbreitung
Die Heimat von Drosera darwinensis ist Nordaustralien im Northern Territory, dort wächst sie in der Region um Darwin auf Lateritböden auf Lehm-Sand-Untergrund. Sie ist häufig und nicht bedroht.

## Systematik
Die Art wurde 1996 von Allen Lowrie erstbeschrieben, das Artepitheton verweist auf die Heimatregion der Art. Sie gehört zum so genannten „Petiolaris-Komplex“, der die Sektion Lasiocephala der Gattung bildet. Die nächstverwandte Art ist Drosera brevicornis.